# Kobylańscy herbu Grzymała
Kobylańscy – możnowładczy ród herbu Grzymała, wywodzący się z Kobylan w Małopolsce.

## Przedstawiciele
- Domarat Kobylański – marszałek nadworny koronny, kasztelan biecki, wojnicki i lubelski
- Janusz z Kobylan – starosta sanocki i kamieniecki
- Jakub Kobylański – kasztelan gnieźnieński
- Jan Kobylański – zm. 1471, starosta brzeski
- Krzysztof Kobylański – poeta
- Jan Kobylański – stronnik króla Michała Korybuta, z ziemi przemyskiej
- Antoni Kobylański – woj. ruskie, stronnik Stanisława Leszczyńskiego
- Joachim Kobylański – woj. ruskie, stronnik Stanisława Leszczyńskiego
- Bazyli Kobylański – ziemia przemyska, stronnik Michała Korybuta
- Teodor Kobylański – ziemia przemyska, stronnik Michała Korybuta